# Dharmabad
Dharmabad es una ciudad y  municipio situada en el distrito de Nanded en el estado de Maharashtra (India). Su población es de 33741 habitantes (2011). 

## Demografía
Según el censo de 2011 la población de Dharmabad era de 33741 habitantes, de los cuales 16919 eran hombres y 16822 eran mujeres. Dharmabad tiene una tasa media de alfabetización del 75,38%, inferior a la media estatal del 82,34%: la alfabetización masculina es del 83,66%, y la alfabetización femenina del 67,16%.